# Estanislau de Kostka Aguiló i Aguiló
Estanislau de Kostka Aguiló i Aguiló (Palma, 13 de novembre de 1859 — Palma, Mallorca, 9 de gener de 1917) fou un erudit i bibliòfil. Era fill de Tomàs Aguiló i Forteza.
Va estudiar dret a la ciutat de València i més tard treballà com a arxiver en diverses institucions mallorquines. Va col·laborar amb Quadrado i dirigí la publicació de la Societat Arqueològica Lul·liana Bolletí. Entre 1899 i 1917 va ser president d'aquesta mateixa organització. Ha escrit diversos textos històrics relatius a l'illa de Mallorca publicats dispersos en revistes i en alguns opuscles.